# Fernanda Bullano
Fernanda Bullano (verheiratete Dobile; * 26. September 1914 in Turin; † 16. November 2003 ebenda) war eine italienische Sprinterin.
Bei den Olympischen Spielen 1936 wurde sie Vierte in der 4-mal-100-Meter-Staffel.
1934 sowie 1935 (mit ihrer persönlichen Bestzeit von 12,8 s) wurde sie Italienische Meisterin über 100 m und 1937 über 200 m. 